# Kovarians och kontravarians (vektorer)

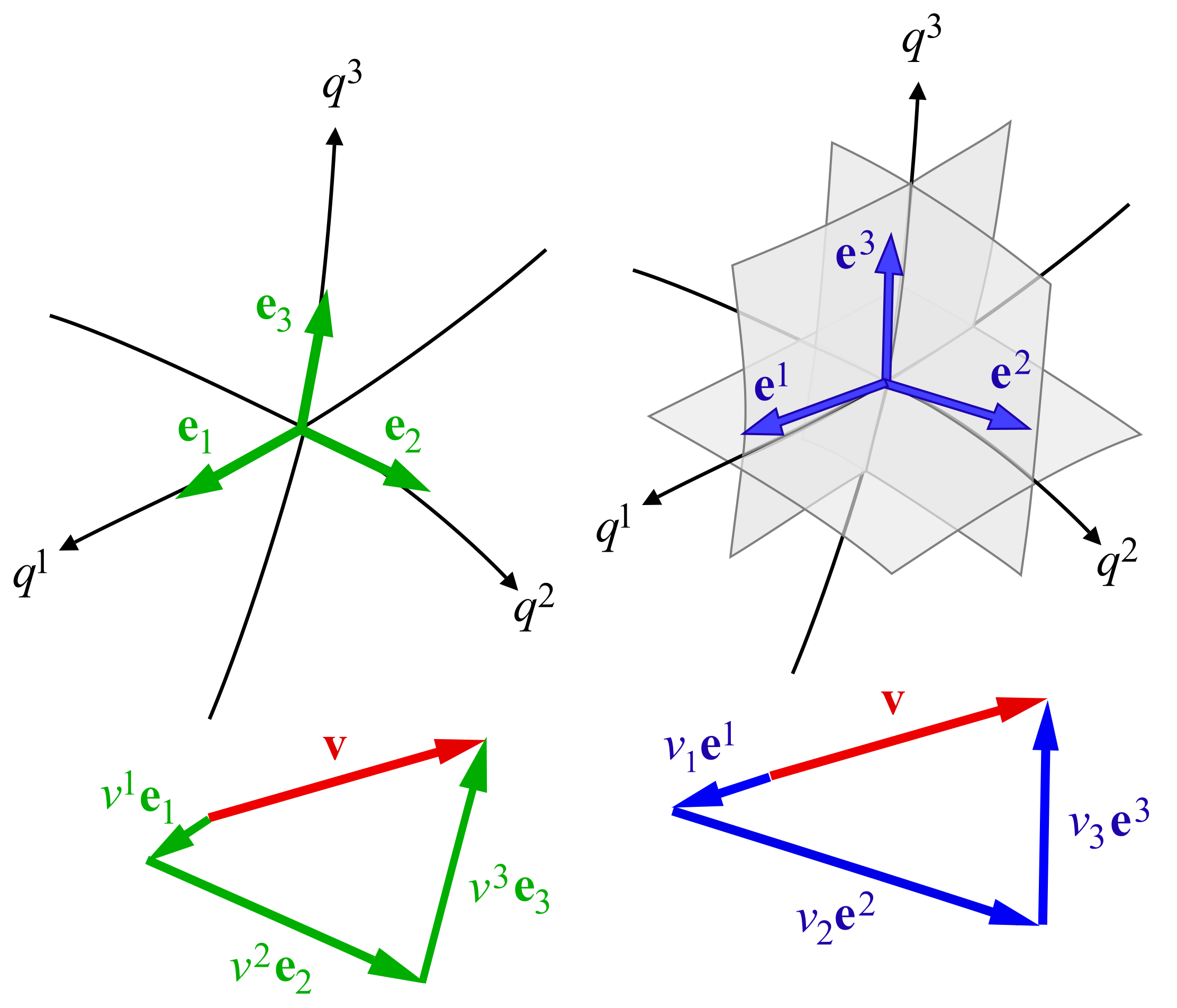
En vektor v representerad av
1. tangentbasvektorer (gröna): (e_{1}, e_{2}, e_{3}) till de kurvlinjära koordinaterna
2. dual bas, kovektorbas (blå): (e^{1}, e^{2}, e^{3}). Dessa är normalvektorer till koordinatplanen.
(q^{1}, q^{2}, q^{3}): allmänna tredimensionella kurvliinjära koordinater, en tupel av tal som definierar en punkt i rummet.
Notera att baserna sammanfaller endast om baserna är ortogonala.

Kovarians och kontravarians beskriver inom multilinjär algebra och tensoranalys  hur den kvantitativa beskrivningen av vissa geometriska eller fysikaliska enheter förändras vid ett  basbyte. Inom fysiken betraktas en bas ibland som en uppsättning av referensaxlar. En förändring av referensaxlarnas skala motsvarar en förändring av  problemets enheter. Till exempel, vid en ändring av skalan från meter till centimeter (det vill säga, att dela referensaxlarnas intervall med 100), kommer komponenterna till en uppmätt hastighetsvektor att multipliceras med 100. Vektorer uppvisar detta beteende att ändra skala omvänt till förändringar i skalan för referensaxlarna: de är kontravarianta. Som ett resultat, har vektorer ofta avståndsenheter eller avstånd multiplicerade någon annan enhet (som hastigheten). Däremot har duala vektorer (även kallade kovektorer) ofta enheter som är inversen av avståndet eller det omvända till distans multiplicerat med någon annan enhet. Ett exempel på en dual vektor är gradienten, som har enheter som en rumslig derivata, eller avstånd-1. Duala vektorers komponenter ändras på samma sätt som skaländringar av referensaxlar: de är kovarianta. Komponenterna hos vektorer och kovektorer transformerar också på samma sätt under mer generella förändringar av baser: 
- För att en vektor (såsom en riktningsvektor eller hastighetsvektor) skall vara oberoende av basen måste vektorns komponenter variera kontraindicerat vid ett basbyte för att kompensera. Det vill säga, den matris som omvandlar vektorns komponenter måste vara inversen till matrisen som transformerar basvektorerna. Vektorernas komponenter (i motsats till de duala vektorerna) sägs vara kontravarianta. Exempel på vektorer med kontravarianta komponenter inkluderar positionen för ett objekt i förhållande till en observatör, eller någon derivata av position med avseende på tiden, bland annat hastighet och acceleration. Med Einsteins notation, betecknas kontravarianta komponenter med övre index enligt

{\displaystyle \mathbf {v} =v^{i}\mathbf {e} _{i}}
- För att en dual vektor (också kallad en kovektor) skall vara oberoende av basen måste komponenterna till duala vektorer samvariera vid ett basbyte för att fortsätta att representera samma kovektor. Det vill säga,  komponenterna måste omvandlas av samma matris som användes för basbytet. Komponenterna till duala vektorer (i motsats till vektorer) sägs vara kovarianta. Exempel på samvarierande vektorer visas i allmänhet  hos gradienten till en funktion. Med Einsteins notation är samvarierande komponenter betecknade med undre index som i

{\displaystyle \mathbf {v} =v_{i}\mathbf {e} ^{i}}
Kroklinjiga koordinatsystem, såsom cylindriska eller sfäriska koordinater, används ofta i fysikaliska och geometriska problem. Associerat till varje koordinatsystem är ett naturligt val av koordinatbas för vektorer baserade på varje punkt i rummet och kovarians och kontravarians är särskilt viktiga för att förstå hur koordinatbeskrivningen av en vektor förändras vid övergång från ett koordinatsystem till ett annat. Termerna kovarianta och kontravarianta infördes av James Joseph Sylvester 1853 i syfte att studera algebraiska invariantteorier. Tensorer är objekt inom multilinjär algebra som kan ha både kovarianta och kontravarianta element.

## Introduktion
Inom fysiken, uppstår vanligen en vektor som ett resultat av en mätning eller mätserie och representeras av en lista (eller tupel) av tal som
{\displaystyle (v_{1},\ v_{2},\ v_{3})}
Talen i listan beror på valet av koordinatsystem. Till exempel, om vektorn representerar position med avseende på en observatör (ortsvektor), då kan koordinatsystemet erhållas från ett system av styva stänger, eller referensaxlar, längs vilken komponenterna v1,  v2 och v3 mäts. För att en vektor skall representera ett geometriskt objekt, måste det vara möjligt att beskriva hur det ser ut i något annat koordinatsystem. Det vill säga, vektorernas komponenter kommer att förvandlas på ett visst sätt vid övergång från ett koordinatsystem till ett annat.
En kontravariant vektor har komponenter som "transformerar som koordinaterna gör" under förändringar av koordinaterna (och omvänt transformeringen av referensaxlarna), inklusive rotation och skalning. Vektorn själv förändras inte under dessa operationer; istället ändras vektorns komponenter och upphäver ändringen av de rumsliga axlarna, på samma sätt som koordinaterna förändras. Med andra ord, om referensaxlarna roterades i en riktning, skulle den komponentvisa representationen av vektorn rotera på exakt motsatt sätt. På liknande sätt, om referensaxlarna sträcks i en riktning, skulle vektorns komponenter, koordinaterna, minska på ett exakt kompenserande sätt. Matematiskt, om koordinatsystemet undergår en transformation som beskrivs av en inverterbar matris M, så att koordinaterna för vektorn x transformeras till x' = Mx, då måste en kontravariant vektor v på liknande sätt omvandlas via v' = Mv. Detta viktiga krav är vad som skiljer en kontravariant vektor från någon annan trippel av fysiskt meningsfulla mängder. Till exempel, om v består av x, y och z-komponenterna av en hastighet, är v en kontravariant vektor: om koordinaterna för rymden sträcks, roteras eller vrids transformeras hastighetens  komponenter på samma sätt. Exempel på kontravarianta vektorer är förskjutning, hastighet och acceleration. Å andra sidan, till exempel, om en trippel bestående av längden, bredden och höjden av en rektangulär låda bildar de tre komponenterna av en abstrakt vektor, skulle denna vektor inte vara kontravariant, eftersom en förändring av koordinaterna för rummet inte ändrar lådans längd, bredd och höjd: i stället är dessa skalärer.
Däremot har en kovariant vektor komponenter som ändras i motsatt riktning som koordinaterna, eller ekvivalent, omvandlas som referensaxlarna. Till exempel, komponenterna hos en vektorvärd funktions gradient
{\displaystyle \nabla f={\frac {\partial f}{\partial x^{1}}}{\widehat {x}}^{1}+{\frac {\partial f}{\partial x^{2}}}{\widehat {x}}^{2}+{\frac {\partial f}{\partial x^{3}}}{\widehat {x}}^{3}}
omvandlas som referensaxlarna själva. När endast rotationer av axlarna förekommer, kommer komponenterna i kontravarianta och kovarianta vektorer att uppträda på samma sätt. Det är endast när andra transformationer är tillåtna som skillnaden blir uppenbar.

## Definition
Den generella formuleringen av kovarians och kontravarians, hänför sig till hur komponenterna till en koordinatvektor transformerar under ett basbyte.
Låt V vara ett vektorrum av dimension n över fältet av skalärer S, och låt var och en av f = (X1,...,Xn) och f' = (Y1,...,Yn) vara en vektorbas V. Låt basbytet från f till f′ anges av
{\displaystyle \mathbf {f} \mapsto \mathbf {f} '=\left(\sum _{i}a_{1}^{i}X_{i},\dots ,\sum _{i}a_{n}^{i}X_{i}\right)=\mathbf {f} A\quad (1)}
för någon inverterbar n×n matris A med elementen {\displaystyle a_{j}^{i}}. Här, varje vektor Yj av basen f', är en linjärkombination av vektorerna Xi i basen f, så att
{\displaystyle Y_{j}=\sum _{i}a_{j}^{i}X_{i}}
| En vektor v i V är unikt bestämd av en linjärkombination av elementen i basen f: {\displaystyle v=\sum _{i}v^{i}[\mathbf {f} ]X_{i},\quad (2)} där v i[f] är skalärer i S, benämnda som v:s komponenter i basen f. Beteckna kolonnvektorerna av v med v[f]: {\displaystyle \mathbf {v} [\mathbf {f} ]={\begin{bmatrix}v^{1}[\mathbf {f} ]\\v^{2}[\mathbf {f} ]\\\vdots \\v^{n}[\mathbf {f} ]\end{bmatrix}}} så att (2) kan skrivas om till en matrisprodukt {\displaystyle v=\mathbf {f} \,\mathbf {v} [\mathbf {f} ]} Vektorn v kan också skrivas i basen f, så att {\displaystyle v=\mathbf {f'} \,\mathbf {v} [\mathbf {f'} ].} Emellertid, då vektorn v är invariant med avseende på valet av bas, är {\displaystyle \mathbf {f} \,\mathbf {v} [\mathbf {f} ]=v=\mathbf {f'} \,\mathbf {v} [\mathbf {f'} ]} v:s invarians kombinerad med relationen (1) mellan f och f' implicerar att {\displaystyle \mathbf {f} \,\mathbf {v} [\mathbf {f} ]=\mathbf {f} A\,\mathbf {v} [\mathbf {f} A],} vilket ger transformationsregeln {\displaystyle \mathbf {v} [\mathbf {f} A]=A^{-1}\mathbf {v} [\mathbf {f} ]} eller uttryckt med hjälp av komponenter {\displaystyle v^{i}[\mathbf {f} A]=\sum _{j}{\tilde {a}}_{j}^{i}v^{j}[\mathbf {f} ]} där koefficientertna {\displaystyle {\tilde {a}}_{j}^{i}} är elementen i matrisen A:s invers. Eftersom vektorn v:s komponenter transformerar som A:s invers, sägs komponenterna transformera kontravariant under basbyte. Sättet som A relaterar de två paren visas i det informella diagrammet nedan med en pil. Omkastningen av pilens riktning indikerar en kontravariant ändring: {\displaystyle \mathbf {f} \longrightarrow \mathbf {f'} } {\displaystyle v[\mathbf {f} ]\longleftarrow v[\mathbf {f'} ]} | En linjär funktional α över V kan unikt bestämmas av dess komponenter (skalärer i S) i basen f som {\displaystyle \alpha (X_{i})=\alpha _{i}[\mathbf {f} ],\quad i=1,2,\dots ,n.} Dessa komponenter är α:s avbildning på basvektorna Xi i basen f. Under ett basbyte från f to f' (1), transformeras komponenterna så att {\displaystyle {\begin{array}{rcl}\alpha _{i}[\mathbf {f} A]&=&\alpha (Y_{i})\\&=&\alpha \left(\sum _{j}a_{i}^{j}X_{j}\right)\\&=&\sum _{j}a_{i}^{j}\alpha (X_{j})\\&=&\sum _{j}a_{i}^{j}\alpha _{j}[\mathbf {f} ]\end{array}}\quad (3)} Beteckna radvektorn av komponenter i α med α[f]: {\displaystyle \mathbf {\alpha } [\mathbf {f} ]={\begin{bmatrix}\alpha _{1}[\mathbf {f} ],\alpha _{2}[\mathbf {f} ],\dots ,\alpha _{n}[\mathbf {f} ]\end{bmatrix}}} så att (3) kan skrivas om till matrisprodukten {\displaystyle \alpha [\mathbf {f} A]=\alpha [\mathbf {f} ]A} Eftersom komponenterna i den linjära funktionalen α transformeras med matrisen A, sägs dess komponenter transformera kovariant under ett basbyte. Sättet som A relaterar de två paren indikeras i det informella diagrammet nedan med en pil. En kovariant relation indikeras då pilarna är riktade i samma riktning: {\displaystyle \mathbf {f} \longrightarrow \mathbf {f'} } {\displaystyle \alpha [\mathbf {f} ]\longrightarrow \alpha [\mathbf {f'} ]} Om en kolumnvektorrepresentation använts i stället, hade transformationslagen varit en matristransponering: {\displaystyle \alpha ^{\mathrm {T} }[\mathbf {f} A]=A^{\mathrm {T} }\alpha ^{\mathrm {T} }[\mathbf {f} ].} |

## Koordinater
Valet av en bas f för vektorrummet V definierar unikt koordinatfunktionerna för V genom
{\displaystyle x^{i}[\mathbf {f} ](v)=v^{i}[\mathbf {f} ]}
V:s komponenter är därför kontravarianta i den meningen att
{\displaystyle x^{i}[\mathbf {f} A]=\sum _{k=1}^{n}{\tilde {a}}_{k}^{i}x^{k}[\mathbf {f} ]}
Omvänt, ett system av n kvantiteter vi som transformerar som koordinaterna xi på V definierar en kontravariant vektor.  Ett system av n kvantiteter som transformerar omvänt till koordinaterna är då en kovariant vektor.
Denna bestämning av kontravarians och kovarians är ofta mer naturlig i tillämpningar i vilka det förekommer ett koordinatrum (mångfald) i vilket vektorer existerar som tangentvektorer eller som dessas inverser. Givet ett lokalt koordinatsystem xi på mångfalden, är koordinatsystemets referensaxlar vektorfälten
{\displaystyle X_{1}={\frac {\partial }{\partial x^{1}}},\dots ,X_{n}={\frac {\partial }{\partial x^{n}}}}
Detta ger upphov referensramen f  = (X1,...,Xn) i varje punkt av koordinatrymden.
Om yi är ett annat koordinatsystem och
{\displaystyle Y_{1}={\frac {\partial }{\partial y^{1}}},\dots ,Y_{n}={\frac {\partial }{\partial y^{n}}},}
då är referensramen f relaterad till referensramen f genom inversen till jacobimatrisen för koordinattransformationen:
{\displaystyle \mathbf {f} '=\mathbf {f} J^{-1},\quad J=\left({\frac {\partial y^{i}}{\partial x^{j}}}\right)_{i,j=1}^{n}}
Eller, med index,
{\displaystyle {\frac {\partial }{\partial y^{i}}}=\sum _{j=1}^{n}{\frac {\partial x^{j}}{\partial y^{i}}}{\frac {\partial }{\partial x^{j}}}}
En tangentvektor är definierad som en  vektor som är en linjärkombination av koordinatkomponenterna  
{\displaystyle {\cfrac {\partial }{\partial x^{i}}}}
Således är en tangentvektor definierad av
{\displaystyle v=\sum _{i=1}^{n}v^{i}[\mathbf {f} ]X_{i}=\mathbf {f} \ \mathbf {v} [\mathbf {f} ]}
En sådan vektor är kontravariant med avseende på basbyte. Vid förändringar av koordinatsystemet gäller
{\displaystyle \mathbf {v} [\mathbf {f} ']=\mathbf {v} [\mathbf {f} J^{-1}]=J\,\mathbf {v} [\mathbf {f} ]}
Därför transformerar en tangentvektors komponenter som
{\displaystyle v^{i}[\mathbf {f} ']=\sum _{j=1}^{n}{\frac {\partial y^{i}}{\partial x^{j}}}v^{j}[\mathbf {f} ]}
Således, ett system av n kvantiteter vi, som beror av koordinater vilka transformerar på detta sätt vid övergången från ett koordinatsystem till ett annat, kallas en  kovariant vektor.

## Kovarianta and kontravarianta komponenter för vektorer med  metrik
I ett vektorrum V över ett fält  K med en bilinjär form g : V × V → K (vilket kan syfta på den metriska tensorn), är det liten skillnad mellan kovarianta and kontravarianta vektorer, därför att den bilinjära formen tillåter kovektorer och kontravektorer att identifieras som vektorer, det vill säga, en vektor v bestämmer unikt en kovektor α genom
{\displaystyle \alpha (w)=g(v,w)}
för alla vektorer w.  Omvänt, varje kovektor α bestämmer unikt en vektor v med denna ekvation.  På grund av denna identifikation av vektorer med kovektorer, är det möjligt att tala om kovarianta komponenter eller kontravarianta komponenter för en vektor, det vill säga, de är bara representationer av samma vektor med användning av reciproka baser.
Givet en bas f = (X1,...,Xn) of V, finns en  unik reciprok bas f# = (Y1,...,Yn) of V bestämd av kravet
{\displaystyle Y^{i}(X_{j})=\delta _{j}^{i},}
där δ är kroneckerdeltat. I termer av dessa baser kan varje vektor v skrivas på två sätt:
{\displaystyle {\begin{aligned}v&=\sum _{i}v^{i}[\mathbf {f} ]X_{i}=\mathbf {f} \,\mathbf {v} [\mathbf {f} ]\\&=\sum _{i}v_{i}[\mathbf {f} ]Y^{i}=\mathbf {f} ^{\sharp }\mathbf {v} ^{\sharp }[\mathbf {f} ].\end{aligned}}}
Komponenterna vi[f] är de kontravarianta komponenterna till vektorn v i basen f, och komponenterna vi[f] är de kovarianta komponenterna till v i basen f.  Terminologin är berättigad därför  att under ett basbyte,

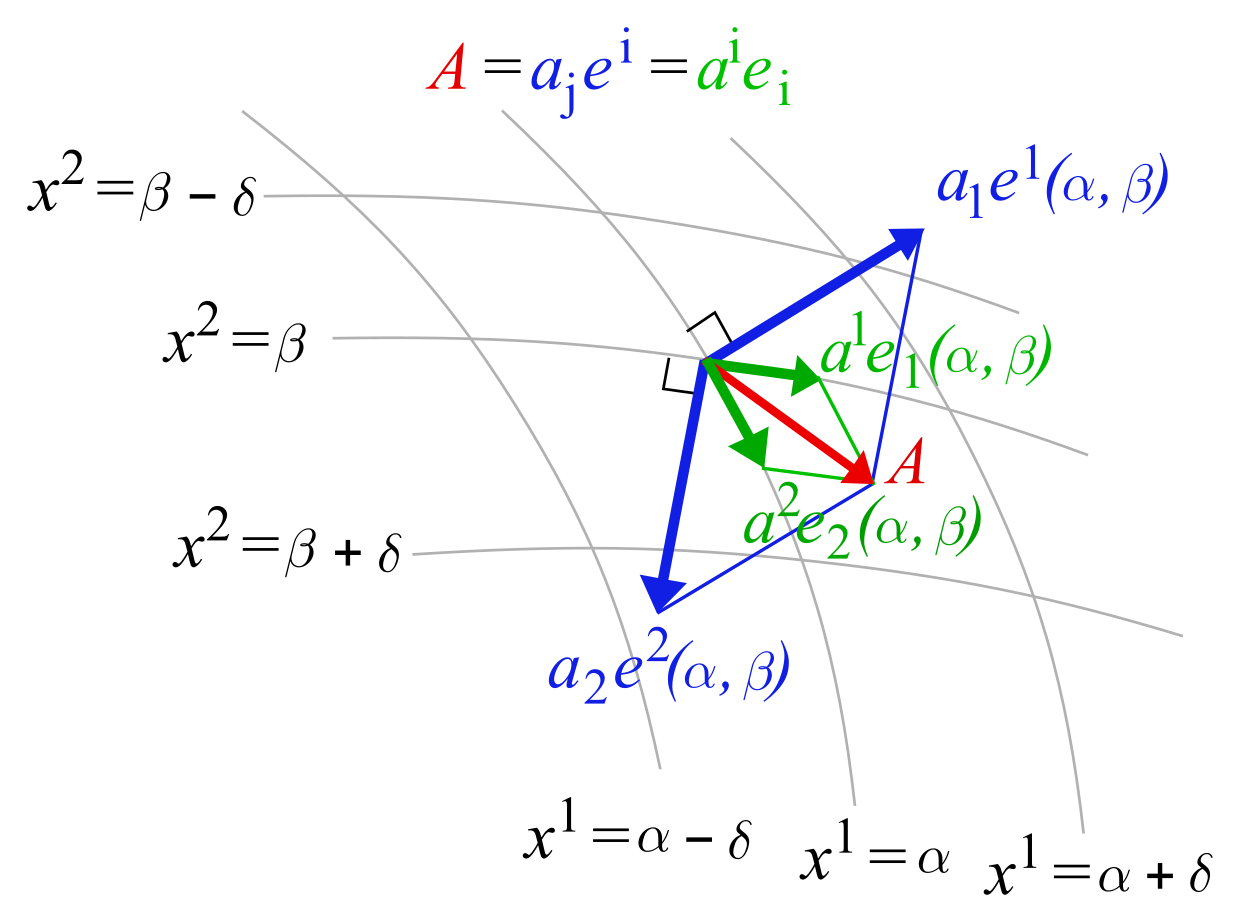
De kontravarianta komponenterna av en vektor (röd) är bestämda genom projektion mot koordinataxlarna (gröna). De kovarianta komponenterna är bestämda genom projektion mot normaler till koordinaternas hyperplan (blå)

{\displaystyle \mathbf {v} [\mathbf {f} A]=A^{-1}\mathbf {v} [\mathbf {f} ],\quad \mathbf {v} ^{\sharp }[\mathbf {f} A]=A^{T}\mathbf {v} ^{\sharp }[\mathbf {f} ]}

### Euklidiskt plan
I det euklidiska planet, kan skalärprodukten för vektorer identifieras med kovektorer.  Om
{\displaystyle \mathbf {e} _{1},\mathbf {e} _{2}}
är en bas, då gäller att den duala basen 
{\displaystyle \mathbf {e} ^{1},\mathbf {e} ^{2}}
satisfierar
{\displaystyle {\begin{aligned}\mathbf {e} ^{1}\cdot \mathbf {e} _{1}=1,&\quad \mathbf {e} ^{1}\cdot \mathbf {e} _{2}=0\\\mathbf {e} ^{2}\cdot \mathbf {e} _{1}=0,&\quad \mathbf {e} ^{2}\cdot \mathbf {e} _{2}=1.\end{aligned}}}
Således, e1 och e2 är ortogonala mot varandra, liksom även  e2 och e1 och längderna av e1 och e2 är normaliserade mot e1 respektive e2.

#### Exempel
Till exempel, antag att en bas är e1, e2 bestående av ett par av vektorer i 45° vinkel mot varandra och att e1 har längden 2 och e2 har längden 1.  Då ges de duala basvektorerna som
- e2 är resultatet av en rotation av e1 med vinkeln 90° (under antagandet att paret e1, e2 är positivt  orienterade), och sedan  omskalad så att e2•e2 = 1 gäller.
- e1 är resultatet av en rotation av e2 med vinkeln 90°, och sedan omskalad så att e1•e1 = 1 gäller.

Vi finner genom att applicera dessa regler att
{\displaystyle \mathbf {e} ^{1}={\frac {1}{2}}\mathbf {e} _{1}-{\frac {1}{\sqrt {2}}}\mathbf {e} _{2}}
och
{\displaystyle \mathbf {e} ^{2}=-{\frac {1}{\sqrt {2}}}\mathbf {e} _{1}+2\mathbf {e} _{2}.}
Därmed är matrisen för basbytet från den ursprungliga basen till den reciproka basen
{\displaystyle R={\begin{bmatrix}1/2&-1/{\sqrt {2}}\\-1/{\sqrt {2}}&2\end{bmatrix}},}
och således,
{\displaystyle [\mathbf {e} ^{1}\ \mathbf {e} ^{2}]=[\mathbf {e} _{1}\ \mathbf {e} _{2}]{\begin{bmatrix}1/2&-1/{\sqrt {2}}\\-1/{\sqrt {2}}&2\end{bmatrix}}}
Till exempel, vektorn
{\displaystyle v={\frac {3}{2}}\mathbf {e} _{1}+2\mathbf {e} _{2}}
är en vektor med kontravarianta komponenter
{\displaystyle v^{1}={\frac {3}{2}},\quad v^{2}=2.}
De kovarianta komponenterna erhålls genom att sätta de två uttrycken lika med varandra för vektorn v:
{\displaystyle v=v_{1}\mathbf {e} ^{1}+v_{2}\mathbf {e} ^{2}=v^{1}\mathbf {e} _{1}+v^{2}\mathbf {e} _{2}}
så
{\displaystyle {\begin{aligned}{\begin{bmatrix}v_{1}\\v_{2}\end{bmatrix}}&=R^{-1}{\begin{bmatrix}v^{1}\\v^{2}\end{bmatrix}}\\&={\begin{bmatrix}4&{\sqrt {2}}\\{\sqrt {2}}&1\end{bmatrix}}{\begin{bmatrix}v^{1}\\v^{2}\end{bmatrix}}={\begin{bmatrix}6+2{\sqrt {2}}\\2+{\cfrac {3{\sqrt {2}}}{2}}\end{bmatrix}}\end{aligned}}}

### Tredimensionellt euklidiskt rum
Även i en tredimensionell euklidisk rymd, går det att explicit bestämma den duala basen för en given mängd av basvektorer e1, e2, e3 av E3, vilka inte nödvändigtvis antas vara ortogonala eller av enhetsnorm. De kontravarianta (duala) basvektorerna är
{\displaystyle \mathbf {e} ^{1}={\frac {\mathbf {e} _{2}\times \mathbf {e} _{3}}{\mathbf {e} _{1}\cdot (\mathbf {e} _{2}\times \mathbf {e} _{3})}};\qquad \mathbf {e} ^{2}={\frac {\mathbf {e} _{3}\times \mathbf {e} _{1}}{\mathbf {e} _{2}\cdot (\mathbf {e} _{3}\times \mathbf {e} _{1})}};\qquad \mathbf {e} ^{3}={\frac {\mathbf {e} _{1}\times \mathbf {e} _{2}}{\mathbf {e} _{3}\cdot (\mathbf {e} _{1}\times \mathbf {e} _{2})}}.}
Även när ei och ei inte är ortonormala, är de fortfarande ömsesidigt duala:
{\displaystyle \mathbf {e} ^{i}\cdot \mathbf {e} _{j}=\delta _{j}^{i}}
Då kan de kontravarianta koordinaterna för varje vektor v erhållas med skalärprodukten av v med de kontravarianta basvektorerna:
{\displaystyle q^{1}=\mathbf {v} \cdot \mathbf {e} ^{1};\qquad q^{2}=\mathbf {v} \cdot \mathbf {e} ^{2};\qquad q^{3}=\mathbf {v} \cdot \mathbf {e} ^{3}.\,}
Likaledes kan de kovarianta komponenterna till v erhållas med skalärprodukten av v och de kovarianta basvektorerna:
{\displaystyle q_{1}=\mathbf {v} \cdot \mathbf {e} _{1};\qquad q_{2}=\mathbf {v} \cdot \mathbf {e} _{2};\qquad q_{3}=\mathbf {v} \cdot \mathbf {e} _{3}.\,}
Då kan v uttryckas på två reciproka sätt:
{\displaystyle \mathbf {v} =q_{i}\mathbf {e} ^{i}=q_{1}\mathbf {e} ^{1}+q_{2}\mathbf {e} ^{2}+q_{3}\mathbf {e} ^{3}\,}
eller
{\displaystyle \mathbf {v} =q^{i}\mathbf {e} _{i}=q^{1}\mathbf {e} _{1}+q^{2}\mathbf {e} _{2}+q^{3}\mathbf {e} _{3}.\,}
Genom att kombinera uttrycken erhålls
{\displaystyle \mathbf {v} =(\mathbf {v} \cdot \mathbf {e} _{i})\mathbf {e} ^{i}=(\mathbf {v} \cdot \mathbf {e} ^{i})\mathbf {e} _{i}\,}
och det går att konvertera från kovariant till kontravariant bas med
{\displaystyle q_{i}=\mathbf {v} \cdot \mathbf {e} _{i}=(q^{j}\mathbf {e} _{j})\cdot \mathbf {e} _{i}=(\mathbf {e} _{j}\cdot \mathbf {e} _{i})q^{j}}
och omvänt
{\displaystyle q^{i}=\mathbf {v} \cdot \mathbf {e} ^{i}=(q_{j}\mathbf {e} ^{j})\cdot \mathbf {e} ^{i}=(\mathbf {e} ^{j}\cdot \mathbf {e} ^{i})q_{j}}
Indexen för kovarianta koordinateer, vektorer och tensorer är subscripts.  Om den kontravarianta basens vektorer är ortonormala, är de ekvivalenta med den kovarianta basens vektorer och det finns ingen anledning att skilja mellan kovarianta och kontravarianta koordinater.

### Allmänna euklidiska rum
Om en bas i ett n-dimensionellt euklidiskt rum V är given som
{\displaystyle \mathbf {e} _{1},\dots ,\mathbf {e} _{n}}
ges den reciproka basen av
{\displaystyle \mathbf {e} ^{i}=e^{ij}\mathbf {e} _{j}}
där koefficienterna eij är element i den inversa matrisen till
{\displaystyle e_{ij}=\mathbf {e} _{i}\cdot \mathbf {e} _{j}}
Givet detta, gäller
{\displaystyle \mathbf {e} ^{i}\cdot \mathbf {e} _{k}=e^{ij}\mathbf {e} _{j}\cdot \mathbf {e} _{k}=e^{ij}e_{jk}=\delta _{k}^{i}}
De kovarianta och kontravarianta komponenterna av varje vektor
{\displaystyle \mathbf {v} =q_{i}\mathbf {e} ^{i}=q^{i}\mathbf {e} _{i}\,}
är relaterade enligt ovan genom
{\displaystyle q_{i}=\mathbf {v} \cdot \mathbf {e} _{i}=(q^{j}\mathbf {e} _{j})\cdot \mathbf {e} _{i}=q^{j}e_{ji}}
och
{\displaystyle q^{i}=\mathbf {v} \cdot \mathbf {e} ^{i}=(q_{j}\mathbf {e} ^{j})\cdot \mathbf {e} ^{i}=q_{j}e^{ji}}